# Good Times (serie televisiva)
Good Times è una serie televisiva statunitense andata in onda per la prima volta negli Stati Uniti d'America dal febbraio 1974 all'agosto 1979 sul canale CBS.
Si tratta della prima sitcom televisiva a descrivere la vita di una "ordinaria" famiglia afro-americana (padre, madre, figli di età diverse) secondo il modello affermatosi alla televisione statunitense fin dagli anni cinquanta, ma mai finora applicato in ambiente afroamericano, tanto meno di estrazione sociale medio-bassa. In Giulia (1968-1971) la madre era vedova e viveva e lavorava con il piccolo Marc Copage in un ambiente "bianco" e benestante. Ancora in Il mio amico Arnold (1978-1986) i piccoli Gary Coleman e Todd Bridges saranno orfani adottati da un padre "bianco" benestante. Per avere un altro show incentratosi sulle vicende di una "ordinaria" famiglia afro-americana, di estrazione sociale medio-alta, si dovrà attendere la serie I Jefferson (1975-1985) e, poi, nella seconda metà degli anni ottanta I Robinson (1984-1992).
La serie non è immune da stereotipi razziali e caricaturali (soprattutto nel personaggio del figlio maggiore), ma era nata per affrontare tematiche politiche e sociali di attualità, soprattutto per volontà dei due attori protagonisti, John Amos e Esther Rolle. Nella finzione il ruolo più politicizzato è riservato al figlio minore (interpretato da Ralph Carter). Reduce dal successo riscosso a Broadway nella versione musicale di A Raisin in the Sun (1973), Carter faceva parte (con George Spell, Kevin Hooks, Laurence Fishburne e Erin Blunt) di quella generazione di attori bambini afroamericani cui si affidò la responsabilità di offrire per la prima volta al pubblico americano un'immagine meno stereotipata di se stessi, sulla spinta delle lotte per i diritti civili tra gli anni sessanta e settanta, in netta rottura con il passato.

## Descrizione

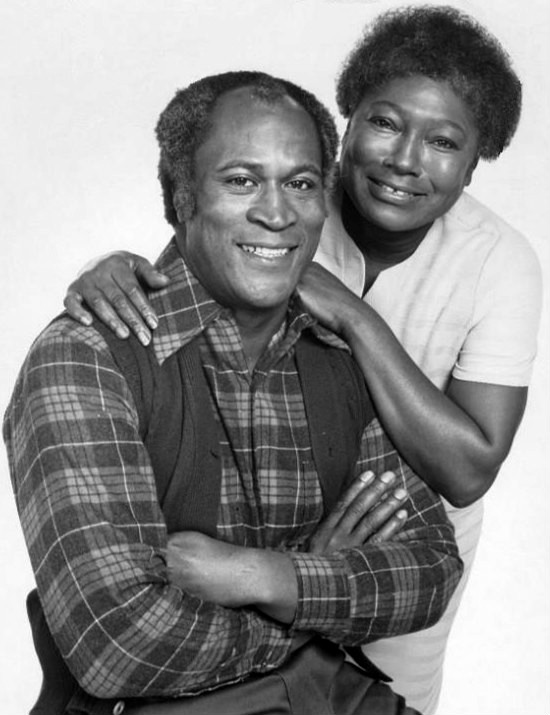
John Amos (James Evans Sr.) & Esther Rolle (Florida Evans)

Good Times è una sitcom ambientata a Chicago e avente per protagonista una famiglia di colore di estrazione medio–bassa, la cui matriarca è Florida Evans (Esther Rolle), ex governante di colore in Maude, di cui Good Times costituisca uno spin off. Maude, a sua volta, era uno spin off della fortunatissima serie Arcibaldo (All In the Family), da cui derivarono anche I Jefferson.
La serie, sviluppatasi, come Sanford and Son, nell'arco di sei stagioni, dal 1974 al 1979 per un totale di 133 episodi da 25 minuti, fu trasmessa dalla CBS negli USA, mentre in Italia fu mandata in onda da molte TV locali.
È la storia, in chiave comico-realistica, di una famiglia di colore: il padre James (John Amos), carpentiere nevrotizzato dalla precarietà, la madre Florida, il figlio artista e scansafatiche J.J., gli altri due figli Thelma e Michael, studenti. Spesso appaiono anche la procace ed estrosa amica di famiglia Willona (Ja'net DuBois) ed una giovanissima Janet Jackson nei panni di Penny. Frequente la presenza dell'addetto alla manutenzione dello stabile dove abitano gli Evans, il custode Nathan Bookman (Johnny Brown). In alcuni episodi appare anche Louis Gossett Jr. nella parte di Wilbert, il fratello di Florida.

## Personaggi ed interpreti

### Principali
- Florida Evans (stagioni 1-4, 6), interpretata da Esther Rolle.
- James Evans, Sr. (stagioni 1-3), interpretato da John Amos.
- Willona Woods (stagioni 1-5), interpretata da Ja'net DuBois.
- James "J.J." Evans, Jr. (stagioni 1-5), interpretato da Jimmie Walker.
- Michael Evans (stagioni 1-5), interpretato da Ralph Carter.
- Thelma Evans Anderson (stagioni 1-5), interpretata da Bern Nadette Stanis[5].
- Nathan Bookman (stagioni 2-6), interpretato da Johnny Brown.
- Millicent "Penny" Gordon Woods (stagioni 5-6), interpretata da Janet Jackson.
- Keith Anderson (stagione 6), interpretato da Ben Powers.

### Secondari
- Ned 'l'ubriacone' (Raymond Allen) – L'ubriacone del quartiere che frequenta sporadicamente il palazzo dove risiede la famiglia Evans. Nell'episodio Black Jesus della prima stagione, J.J. usa Ned come modello per un ritratto di Gesù. Un'altra puntata è incentrata sui tentativi da parte di Michael di 'ripulire' Ned così da permettergli di andare ad abitare insieme agli Evans.
- Carl Dixon (Moses Gunn) – Un negoziante ateo per il quale Michael lavora per qualche tempo. Nonostante le differenze religiose, Carl e Florida iniziano a frequentarsi e ad uscire finendo per mettersi insieme alla fine della quarta stagione. Carl interrompe il rapporto quando gli viene diagnosticato un cancro alla gola, ma successivamente i due si sposano e si trasferiscono in Arizona. Florida ritorna in famiglia all'inizio della sesta stagione, senza Carl, in occasione delle prossime nozze di Thelma. Il personaggio di Carl sparisce del tutto dalla serie e non viene quasi più menzionato.
- Marion "Sweet Daddy" Williams (Theodore Wilson) – Un vicino minaccioso dedito al gioco e allo sfruttamento della prostituzione, noto per l'abbigliamento eccentrico e i vistosi gioielli indossati. Abitualmente è accompagnato da varie guardie del corpo e ha la reputazione di essere un duro, ma fondamentalmente dimostra di avere buon cuore. (Wilson interpretò anche la parte di Stanley, il proprietario di un club, nell'ultima puntata della quarta stagione, The Comedian and The Loan Sharks).
- Fred C. Davis (Albert Reed Jr.) – Un politico locale membro del consiglio comunale con una propensione innata per le azioni solitamente deprecate dagli Evans. Parodia del Presidente Richard Nixon, frequentemente chiede il sostegno della famiglia Evans al fine di racimolare voti per essere rieletto. In uno sketch ricorrente, scorda di continuo il nome di Willona e la chiama con nomi simili che iniziano con la "W", tipo Wilhemina, Winnifrieda, Winsomnium, Wyomia e persino Waldorf-Astoria.
- Lenny (Dap "Sugar" Willie) – Un vicino che cerca di 'rifilare' agli Evans vari oggetti presumibilmente rubati.
- "Nonno" Henry Evans (Richard Ward) – Il padre a lungo scomparso di James. Egli abbandonò la famiglia anni prima poiché si vergognava di non riuscire a mantenerla. Questo fatto ferì profondamente James, che cancellò dalla sua mente l'esistenza stessa del genitore, dicendo a tutti che suo padre era morto. Thelma viene casualmente a conoscenza dell'esistenza del nonno mentre sta effettuando delle ricerche genealogiche sulla sua famiglia. Lo incontra e lo invita a casa Evans con gran sorpresa di James in occasione del suo compleanno, non sapendo che il padre aveva deciso di escluderlo dalla sua vita. Dopo un duro confronto chiarificatore, alla fine James perdona suo padre. Alla morte di James, gli Evans decidono di accogliere l'anziano genitore in famiglia insieme alla sua compagna Lena.
- Wanda (Helen Martin) – Altra inquilina del palazzo degli Evans. Si guadagna il soprannome di 'Weeping Wanda' ('la piangente Wanda') da parte di J.J. e Willona perché spesso si reca ai funerali a piangere il morto, che lo conosca o meno.
- Mrs. Lynnetta Gordon (Chip Fields) – La madre biologica di Penny. Mrs. Gordon venne abbandonata dal padre di Penny quando ancora era incinta. Come risultato, riversò la sua frustrazione e rabbia su Penny, maltrattando la bambina a più riprese. Quando gli abusi vengono scoperti, Mrs. Gordon abbandona Penny, nonostante le suppliche di Willona. Prima di andarsene, Mrs. Gordon mostra rimpianti per aver maltrattato la figlia, dicendo a Willona che Penny « merita di meglio ». Riappare più di un anno dopo, risposatasi, cercando di riprendersi Penny ma la bambina rifiuta e decide di rimanere con Willona, che ormai considera la sua vera madre a tutti gli effetti.
- Cleatus (Jack Baker) – Cugino di J.J. Evans, Thelma Evans Anderson e Michael Evans, e nipote di Florida e James Evans. La sua unica apparizione nella serie avviene nell'episodio intitolato Cousin Cleatus.
- "Zio" Wilbert (Louis Gossett Jr.) – Il fratello di Florida che viene da Detroit per vegliare sulla famiglia mentre James è via. (Nella seconda stagione Gossett Jr. interpretò anche il ruolo del fidanzato 'troppo anziano' di Thelma, osteggiato da Florida e James a causa della differenza d'età con la ragazza).
- Gary (Gary Coleman) – Un loquace compagno di classe di Penny. Appare in cinque episodi della seconda stagione. Coleman sarebbe in seguito diventato molto famoso grazie al ruolo di Arnold Jackson nel telefilm Il mio amico Arnold.

## Produzione
Good Times fu ideata da Eric Monte e dall'attore Mike Evans. La sitcom contiene un personaggio di nome Michael Evans, in onore dell'Evans che aveva interpretato Lionel Jefferson nelle serie di successo prodotte da Norman Lear Arcibaldo e I Jefferson.
Le prime due stagioni furono registrate negli studi CBS Television City di Hollywood, California. Nel 1975, a partire dalla terza stagione, lo spettacolo si trasferì ai Metromedia Square, dove era situata la sede centrale della casa di produzione di Norman Lear.

### Sigla e sequenza d'apertura
La canzone in stile gospel della sigla del programma venne composta da Dave Grusin su testi di Alan e Marilyn Bergman. A cantarla erano Jim Gilstrap e Blinky Williams.
Notoriamente, le parole del testo della canzone sono di difficile decifrazione, specialmente la strofa «Hangin' in a chow line/Hangin' in and jivin'» (a seconda delle fonti). Il testo del brano inserito nel cofanetto DVD della prima stagione riporta le parole «Hangin' in a chow line». Tuttavia, gli autori del testo dichiararono che quello corretto è « Hangin' in and jivin' ». In Italia la sigla è diversa da quella trasmessa negli USA.

## Polemiche interne

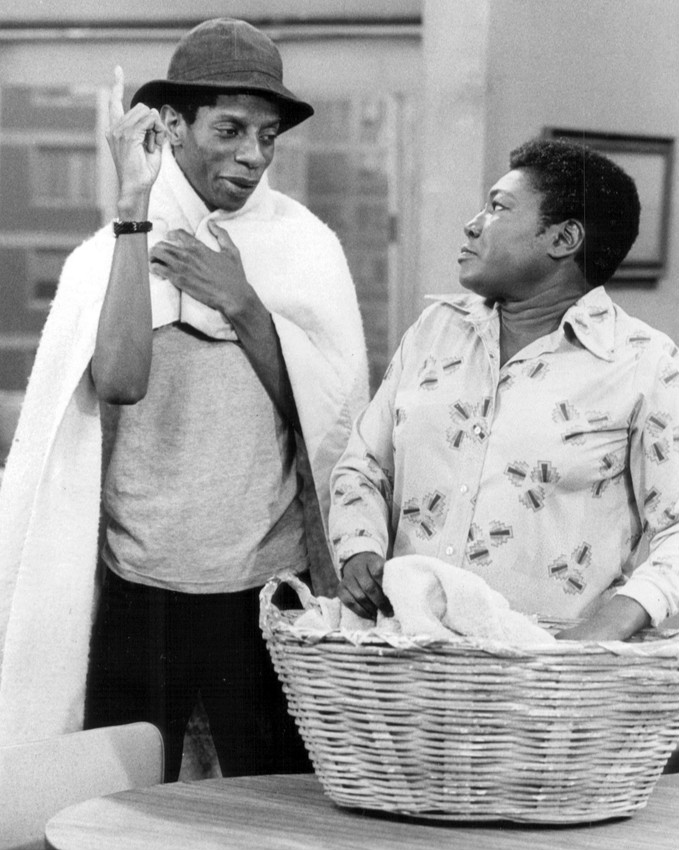
Florida e il figlio J.J. (Jimmie Walker)

Good Times era stata ideata per avere come protagonisti Esther Rolle e John Amos. Entrambi si aspettavano che lo spettacolo avrebbe trattato tematiche sociali serie utilizzando la chiave comica per far riflettere il pubblico. Tuttavia, il personaggio di J.J. acquisì sempre maggiore popolarità con il proseguire della serie e divenne il principale del telefilm. Il frequente uso da parte di J.J. dell'esclamazione tormentone «Dinamite!» (in originale «Dy-no-mite!»), ideata dal regista John Rich, divenne così popolare all'epoca da essere inserita a posteriori nella classifica di TV Land The 100 Greatest TV Quotes and Catch Phrases (le cento migliori citazioni e frasi a effetto). Quindi Rich insistette affinché Walker ripetesse la frase nel corso di ogni puntata della serie. Sia Walker che il produttore esecutivo Norman Lear erano scettici circa la trovata, ma il crescente successo li convinse definitivamente con il passare del tempo. Come conseguenza della popolarità del personaggio, gli sceneggiatori focalizzarono le loro storie sulle gesta comiche di J.J. tralasciando sempre più le tematiche serie. Giunto alla terza stagione, il telefilm era sempre meno gradito a Rolle e Amos che non condividevano la direzione farsesca intrapresa dalla sitcom, specialmente a causa del sempre maggiore spazio dato al comportamento stereotipato e buffonesco del personaggio di J.J. Sebbene non avesse nulla di personale contro Walker, la Rolle diede voce al suo malcontento nel corso di un'intervista concessa alla rivista Ebony nel 1975:
Anche Amos rilasciò dichiarazioni controverse circa la serie:
John Amos venne licenziato dopo la fine della terza stagione a causa di problemi d'incomprensione con Norman Lear. La fuoriuscita di Amos dalla serie fu inizialmente attribuita al desiderio dell'attore di focalizzarsi maggiormente sulla carriera cinematografica, me egli raccontò nel 1976 che Norman Lear lo aveva chiamato per dirgli quanto le sue critiche allo spettacolo non fossero state ben accolte dalla direzione e che il suo contratto non sarebbe stato rinnovato. La produzione decise di eliminare del tutto il personaggio di James Evans facendolo morire nell'episodio in due parti The Big Move, nella quarta stagione.

## Stagioni finali

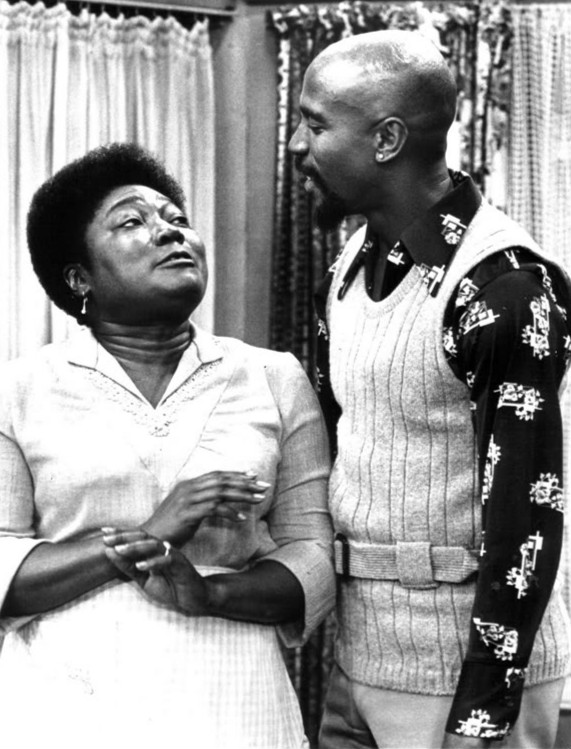
Florida e il fratello Wilbert (Louis Gossett Jr.)

Alla fine della quarta stagione Esther Rolle decise di abbandonare la serie. Negli ultimi due episodi della stagione, Love Has a Spot on His Lung, il personaggio della Rolle inizia una relazione con Carl Dixon (Moses Gunn), un uomo con il quale aveva iniziato ad uscire verso la fine della quarta stagione. Nella prima puntata della quinta stagione viene rivelato che Florida e Carl si sono sposati e si sono trasferiti in Arizona a causa dei problemi di salute di Carl.
Con Amos e Rolle fuori dal cast, il personaggio interpretato da Ja'net DuBois, Willona, acquista sempre più importanza e si trasferisce a casa Evans per badare ai figli della coppia ormai rimasti a vivere da soli. Nella quinta stagione venne aggiunto il personaggio di Penny Gordon Woods, una ragazzina maltrattata dalla madre che viene adottata da Willona.
Prima dell'inizio delle riprese della sesta stagione la CBS e la produzione dello spettacolo ritennero di dover mettere in atto qualche «cambiamento drastico» per ravvivare l'interesse del pubblico verso il telefilm. Secondo quanto riferito dall'allora vice presidente della programmazione CBS Steve Mills: «Avevamo perso l'essenza stessa dello spettacolo. Senza la guida dei genitori lo spettacolo era degenerato. Tutto ci diceva che dovevamo cambiare: lettere, telefonate, ricerche di mercato. Sentivamo di dover tornare all'origine.» La produzione propose quindi a Esther Rolle di tornare nella serie. La Rolle era inizialmente titubante ma quando i produttori accettarono gran parte delle sue richieste, incluso un aumento di stipendio e copioni di miglior fattura, accettò l'offerta. Esther Rolle volle anche che il personaggio di J.J. venisse reso più responsabile dagli sceneggiatori, dato che non voleva fosse di cattivo esempio per la gioventù afroamericana. Infine pretese l'eliminazione del personaggio di Carl Dixon, poiché non aveva mai approvato la scelta narrativa della sua relazione con Carl e non credeva che Florida avrebbe dovuto lasciare la famiglia così in fretta dopo la morte di James.

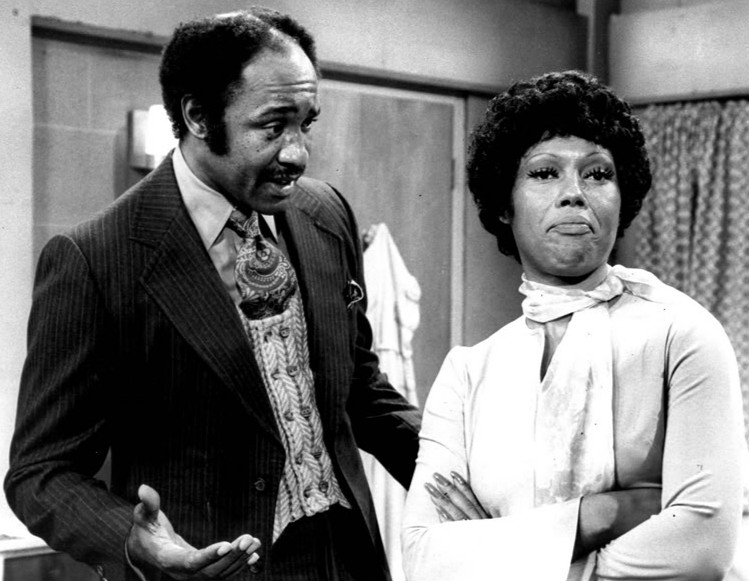
Ja'net DuBois (a destra) nei panni di Willona Woods.

Nel corso del primo episodio della stagione 6, Florida's Homecoming: Part 1, Florida ritorna dall'Arizona senza Carl per partecipare al matrimonio di Thelma con il giocatore di football Keith Anderson (Ben Powers, da poco aggregatosi al cast). In una rara versione 'uncut' di Florida's Homecoming: part 2, quando Florida arriva a casa dall'Arizona, Willona la prende da parte e le menziona Carl; Florida risponde con un sorriso triste lasciando ad intendere come Carl abbia perso la propria battaglia contro il cancro. Successivamente Florida menziona Carl per l'ultima volta quando racconta a Michael di un libro che avevano comprato insieme per lui. Nonostante i cambiamenti messi in atto per volere di Esther Rolle, gli ascolti della sitcom non aumentarono e la CBS decise di cancellarla. Nell'ultima puntata, The End of The Rainbow, ogni personaggio ha il suo 'lieto fine'. J.J. ha finalmente successo come disegnatore di fumetti. Michael va al college. Il ginocchio malato di Keith guarisce miracolosamente, facendogli guadagnare un ingaggio da parte dei Chicago Bears. Keith annuncia che lui e Thelma si trasferiranno a breve in un appartamento di lusso. Inoltre Thelma rivela di essere incinta. Keith chiede a Florida di trasferirsi a vivere con loro in modo da poter aiutare Thelma con il bambino in arrivo. Willona diventa la direttrice della boutique dove lavora ed annuncia anch'ella il suo prossimo trasferimento insieme a Penny. Infine, Willona svela che il nuovo appartamento dove andrà a vivere si trova nello stesso palazzo di quello di Keith, Thelma e Florida, e che quindi, ancora una volta, lei e Penny saranno i vicini di casa degli Evans.

## Revival
Il 12 aprile 2024 è uscita su Netflix una serie animata omonima, revival della serie originale del 1974 incentrato sull'attuale generazione degli Evans. La serie è stata recensita negativamente sia dalla critica che dal pubblico, con critiche rivolte allo stile di animazione, alla presentazione grossolana, all'umorismo razzista e offensivo e alla generale mancanza di connessione con la serie originale aldilà delle menzioni occasionali del personaggio di James Evans.

## Episodi
| Stagione         | Episodi | Prima TV USA | Prima TV Italia |
| ---------------- | ------- | ------------ | --------------- |
| Prima stagione   | 13      | 1974         |                 |
| Seconda stagione | 24      | 1974-1975    |                 |
| Terza stagione   | 24      | 1975-1976    |                 |
| Quarta stagione  | 24      | 1976-1977    |                 |
| Quinta stagione  | 24      | 1977-1978    |                 |
| Sesta stagione   | 24      | 1978-1979    |                 |